# Gorakhani
Gorakhani (nepalski: गोराखानी) – gaun wikas samiti we wschodniej części Nepalu w strefie Sagarmatha w dystrykcie Solukhumbu. Według nepalskiego spisu powszechnego z 2001 roku liczył on 328 gospodarstw domowych i 1520 mieszkańców (767 kobiet i 753 mężczyzn).